# Liga proti epilepsiji Slovenije
Društvo Liga proti epilepsiji Slovenije je strokovno-humanitarna organizacija, ki vključuje medicinske strokovnjake s področja epileptologije in ljudi z epilepsijo, njihove svojce in prijatelje. Njen namen je izboljševati kakovost življenja ljudem z epilepsijo. V okviru društva deluje tudi svetovalni telefon.
Društvo se vključuje v sorodna mednarodna združenja. Sprejeto je v članstvo združenj Mednarodna liga proti epilepsiji (ILAE) in Mednarodni urad za epilepsijo (IBE).
Večkrat na leto izdajo tudi informativno publikacijo »Žarišče« v kateri lahko sodelujejo člani z življenjskimi izkušnjami in zgodbami. Prav tako so objavljeni tudi bistveni povzetki strokovnih in posvetnih srečanj, razprav in posvetov.
Na spletnih straneh društva je možno sodelovanje preko foruma, kjer se lahko vsi ki se srečujejo z epilepsijo tudi pomenijo in pregledajo posamezne nejasnosti.
Srečanje z epilepsijo lahko olajša tudi preprosto napisana knjižica »Živeti z epilepsijo«, ki je izdana v smislu globalnega gibanja »Out of shadows«, ki so ga skupno pričeli WHO, ILAE in IBE proti stigmatizaciji in diskriminaciji vseh, ki se srečujejo z epilepsijo in predvsem za lažje sprejemanje in razumevanje pri širši javnosti.